# Astrochimie
Astrochimia este domeniul de suprapunere dintre astronomie și chimie. Domeniul de studiu este dat de reacțiile chimice dintre atomi, ioni și molecule în spațiul interstelar. Include un subdomeniu, acela al cosmochimiei care insistă pe abundența elementelor chimice și a izotopilor acestora în spațiul cosmic.

## Istoric
Deși radioastronomia a fost dezvoltată în anii 1930, abia în 1937 au apărut primele dovezi conclusive pentru identificarea unei molecule interstelare - până atunci se credea că toate speciile chimice din mediul interstelar erau atomice. Aceste descoperiri au fost confirmate în 1940, când McKellar et al. a identificat și a realizat liniile spectroscopice pentru molecule ce conțin CH și CN din spațiul interstelar.